# Derek Smith
Derek A. Smith, född 13 oktober 1984 i Belleville, Ontario, är en kanadensisk professionell ishockeyspelare som tillhör NHL-organisationen Arizona Coyotes och spelar för deras primära samarbetspartner Springfield Falcons i American Hockey League (AHL). Han har tidigare spelat på NHL-nivå för Ottawa Senators och Calgary Flames och på lägre nivåer för Binghamton Senators och Abbotsford Heat i AHL, Elmira Jackals i ECHL, ZSC Lions i Nationalliga A (NLA) och Lake Superior State Lakers i National Collegiate Athletic Association (NCAA).
Smith blev aldrig draftad av någon NHL-organisation.